# The Seats of the Mighty
The Seats of the Mighty è un film muto del 1914 diretto da T. Hayes Hunter e interpretato da Lionel Barrymore.

## Trama
In Virginia, durante la guerra franco-indiana, il capitano Robert Moray viene catturato dai francesi e portato in Canada. Lì, viene tenuto prigioniero da Monsieur Doltaire, il rappresentante di re Luigi. Costui tenta inutilmente di metter le mani sopra alcuni documenti segreti di cui però Moray non svela il nascondiglio. L'odio per l'inglese aumenta quando Doltaire scopre che Moray è un suo rivale anche in amore, a causa della relazione che l'inglese intrattiene con Alixe Duvarney, la figlia del governatore: un amore nato già da tempo, quando ancora Moray stava in Virginia. Così, per toglierlo di mezzo, lo accusa di spionaggio, forzando Alixe a intercedere per avere salva la vita dell'amato. Il capitano inglese riesce però a fuggire, portando con sé preziose informazioni che passa ai suoi. Le truppe britanniche possono in tal modo attaccare Quebec, riuscendo a conquistarla. Nell'azione, Doltaire viene ucciso. I due innamorati, riuniti, possono ricominciare una nuova vita insieme.

## Produzione
Il film fu prodotto dalla Colonial Motion Picture.

## Distribuzione
Distribuito dalla World Film, uscì nelle sale cinematografiche USA il 7 dicembre 1914.